# Scelio inermis
Scelio inermis is een vliesvleugelig insect uit de familie van de Scelionidae. De wetenschappelijke naam van de soort is voor het eerst geldig gepubliceerd in 1840 door Zetterstedi.